# Rif (île)
Pour les articles homonymes, voir Rif (homonymie).
Rif est un large banc de sable situé dans la mer des Wadden, à l'ouest de l'île de Schiermonnikoog, au nord des Pays-Bas.

## Histoire
Le banc de sable de Rif se situe au moins 1,5 mètre au-dessus du niveau de la mer, et depuis quelques années, Rif connaît un début de formation de dunes. Rif est né à partir de 1969. L'élément déclencheur de la formation du banc de sable fut la fermeture de la Lauwerszee, l'actuel Lauwersmeer. À la suite de cette fermeture, le courant du chenal séparant Ameland de Schiermonnikoog a fortement diminué. Par conséquent, ce chenal est devenu moins profond. La plage occidentale de Schiermonnikoog s'est élargie et le vieux banc de sable du Rif a eu l'occasion de se développer.

## Écologie
À la fin des années 1990, le banc de sable n'était encore qu'une plaine battue par les vents, où aucune flore ne pouvait survivre. Depuis 2004, certaines parties commencent à être couvertes de végétations, notamment par la salicorne d'Europe. Rif sert comme lieu de nidification pour des oiseaux de mer comme le sterne ; pendant la période de mai à août, l'accès au banc de sable est interdit à l'homme. Sur Rif on trouve également des phoques.

## Source
- (nl) Cet article est partiellement ou en totalité issu de l’article de Wikipédia en néerlandais intitulé « Rif (Nederland) » (voir la liste des auteurs).